# Senotainia wilkini
Senotainia wilkini är en tvåvingeart som beskrevs av Zumpt 1961. Senotainia wilkini ingår i släktet Senotainia och familjen köttflugor. Inga underarter finns listade i Catalogue of Life.